# هلن‌دیل (کالیفرنیا)
هلن‌دیل (به انگلیسی: Helendale) یک منطقهٔ مسکونی در ایالات متحده آمریکا است که در شهرستان سن برناردینو، کالیفرنیا واقع شده‌است. هلن‌دیل ۵٬۶۲۳ نفر جمعیت دارد و ۷۴۰٫۶۷ متر بالاتر از سطح دریا واقع شده‌است.